# 第一代索爾茲伯里伯爵羅伯特·塞西爾
第一代索爾茲伯里伯爵勞勃·塞西爾 KG，PC（Robert Cecil, 1st Earl of Salisbury，1563年6月1日—1612年5月24日）是都鐸王朝末期和斯圖亞特王朝初期的一位政客，繼承了其父第一代伯利男爵威廉·塞西爾的人脈，曾在伊麗莎白一世治下擔任國務大臣和掌璽大臣等要職，改朝換代之後仍然掌權，直至因癌症逝世。
他在1605年的火藥陰謀中所扮演的角色充滿爭議，因為他也反對詹姆斯一世的《1584年反耶穌會法案》（Jesuits, etc. Act 1584，驅逐天主教神父并允許判在英格蘭傳教者死刑），當時有人甚至認為他是主謀。

## 外部連結
- . 英国国家档案馆.